# Campodorus monticola
Campodorus monticola là một loài tò vò trong họ Ichneumonidae.